# Paragymnobothrus rectus
Paragymnobothrus rectus is een rechtvleugelig insect uit de familie veldsprinkhanen (Acrididae). De wetenschappelijke naam van deze soort is voor het eerst geldig gepubliceerd in 1910 door Heinrich Hugo Karny. De soort werd gevonden in de Kalahari in zuidelijk Afrika.